# Castelponzone

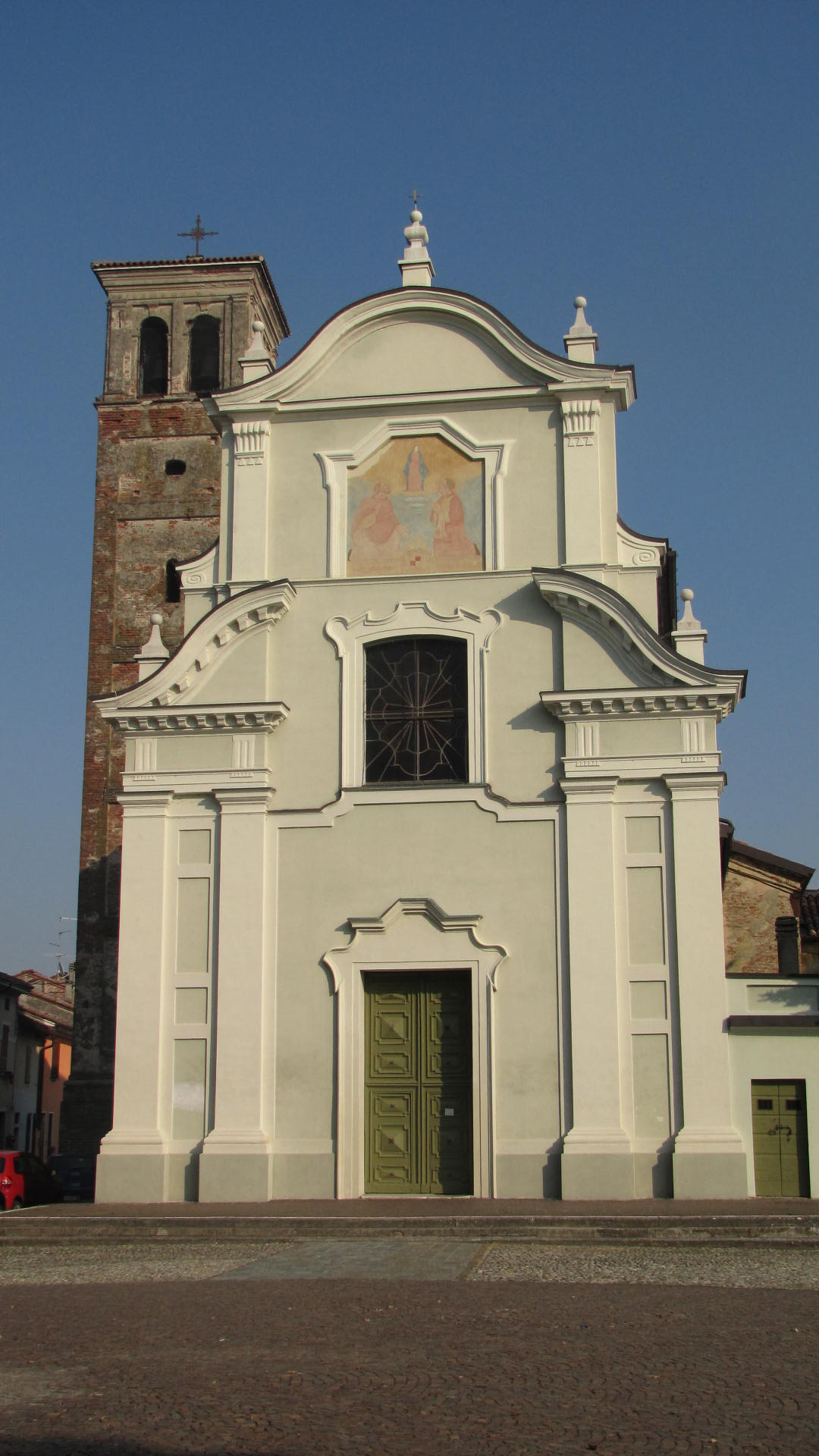
La chiesa parrocchiale

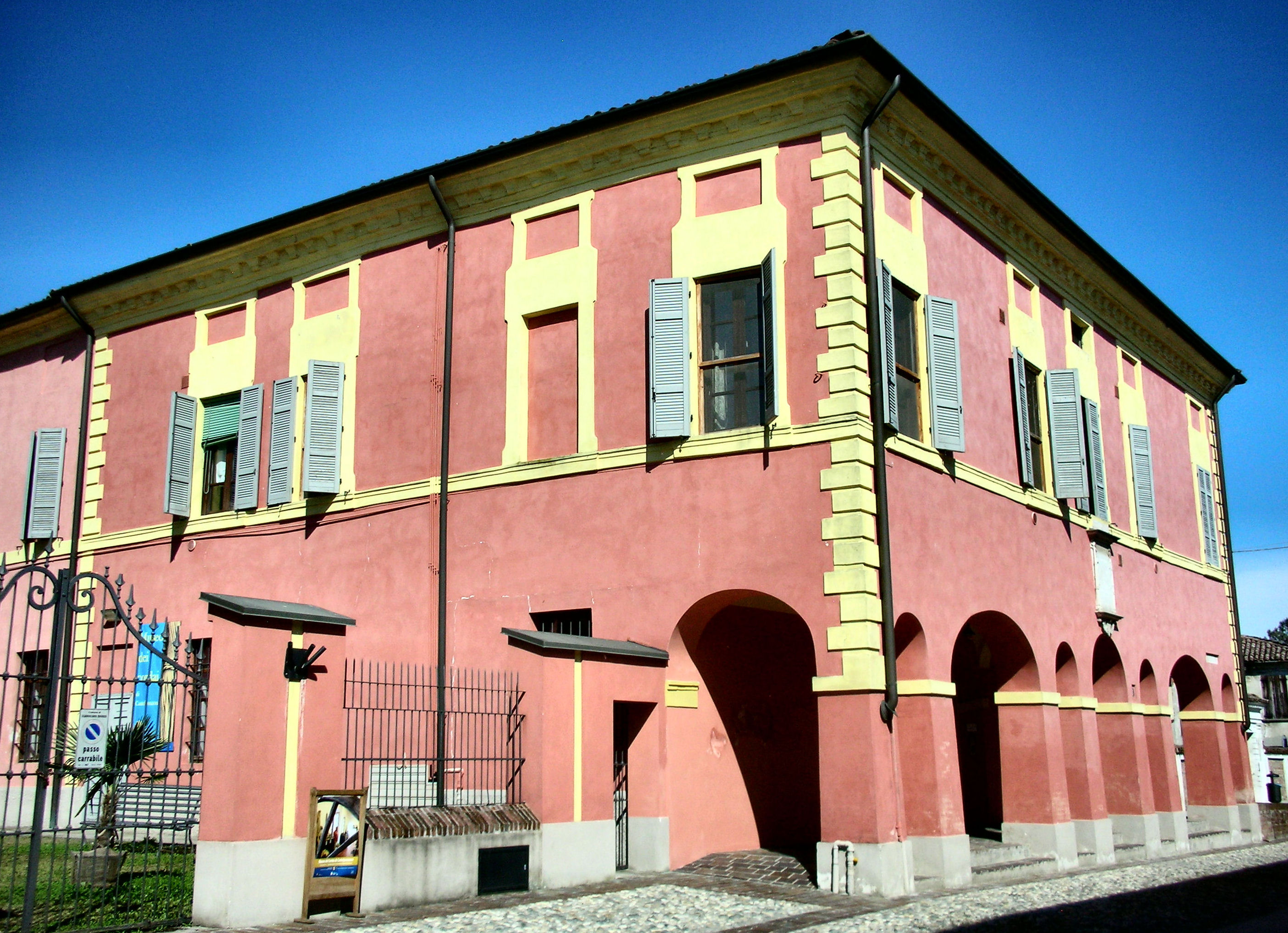
Il Museo dei cordai

Castelponzone (Castél in dialetto locale e cremonese) è l'unica frazione del comune italiano di Scandolara Ravara. 
Fa parte del club de I borghi più belli d'Italia.

## Origini del nome
Il nome di Castelponzone deriva dalla denominazione storica del borgo. Veniva infatti chiamato "Il Castelletto" in quanto sorgeva una fortificazione signorile attorno alla quale si sviluppò la località, nella piena campagna, a pochi chilometri a nord del Po. "Ponzone" deriva dal nome della famiglia che governava su Cremona e il suo territorio, spesso nominata anche come famiglia "Ponzona".

## Storia
Si hanno testimonianze di Castelponzone solo agli inizi del XV secolo che grazie alla sua rocca era considerato come punto fondamentale di forza e rifugio per la casata dei Ponzoni, signori di Cremona e fedeli castellani dei duchi di Milano, durante le lotte contro i Cavalcabò. Il duca di Milano Filippo Maria l'Anglo Visconti, Francesco e Galeazzo Sforza, tra gli altri, riconobbero a Giovan Galeazzo Ponzone più volte e in particolare col Diploma 8 ottobre 1416, il possesso del feudo e quindi il diritto di esercitare la giustizia civile e penale, di riscuotere le tasse e dazi e imporre calmieri. In questo modo si costituì il feudo di Castelponzone che racchiudeva Scandolara Ravara, San Martino del Lago, San Lorenzo Aroldo, Cà de' Soresini, San Faustino, Cornale, Caruberto, Casaletto di Sotto, Villa de' Talamazzi.
Castelponzone era il centro commerciale e sociale del feudo oltre ad essere il luogo in cui si amministrava la giustizia ed erano presenti le prigioni.
Nel gennaio del 1648 nella fase conclusiva della Guerra dei Trent'anni i francesi assediarono la località, incendiando la rocca che era tenuta dai soldati spagnoli. Nel 1659 venne ricostruita ma a metà del 700 distrutta per effettuare studi di tipo archeologico.
Il 6 maggio 1697 morì il conte Pietro Martire Ponzone senza lasciare figli eredi. Con lui si estinse quindi la successione maschile dei Ponzoni, ma il borgo rimase in famiglia in quanto la contessa Beatrice Ponzone, nipote del suddetto conte Pietro Martire Ponzone, lo acquistò.
La contessa sposò in seguito il marchese Giovan Francesco Ala di Cremona e iniziò così il casato della famiglia dei marchesi Ala Conte Ponzone.
L'influenza e il potere della famiglia dei Ponzoni si mantenne fino al 2 maggio del 1842, giorno della morte dell'ultimo discendente, il marchese Giuseppe Sigismondo Ala Conte Pietro Martire Ponzone.
A seguito dell'Unità d'Italia i possedimenti dei Ponzoni vennero frazionati fra diversi acquirenti. La famiglia Ponzoni non si è estinta, ma ha continuato a tramandare il proprio titolo fino a oggi.
Castelponzone costituì un comune autonomo fino al 28 settembre 1934; in tale data venne aggregato al comune di Scandolara Ravara con Regio Decreto n. 1732.

## Monumenti e luoghi d'interesse

### Architetture civili

#### La Rocca
La Rocca fu per molto tempo il centro del borgo e ragione di sviluppo dello stesso. Era circondata da un fossato e rappresentava punto fondamentale di rifugio e protezione. Nel gennaio 1648 venne assediata e distrutta durante l'invasione francese e ricostruita successivamente nel 1659, come testimoniano notizie di una lapide posta all'ingresso della rocca. Subito dopo la metà del XIX secolo (1860), però venne abbattuta in modo definitivo dal signor Carlo Bettarini per lo studio degli elementi costruttivi, perdendo così numerosi monumenti e testimonianze. Nel 1866 venne chiuso anche il fossato che circondava la Rocca.

### Altro
- Antiche Mura
- Chiesa parrocchiale dei Santi Faustino e Giovita

## Cultura

### Istruzione

#### Musei
È presente il Museo dei cordai.

### Cucina
Piatti tipici del territorio sono:
- Tortelli di zucca con sugo rosso ai funghi chiodini
- Marubini con crema di lambrusco
- Salame del borgo (lavorazione tipica in cui si usano tutte le parti del suino, con la giusta proporzione tra quelle magre e quelle grasse)

## Economia
Antica attività artigianale tipica del luogo era la realizzazione di corde e funi; ormai è scomparsa e se ne rilevano poche realtà. Nei campi la coltura della canapa, necessaria per la produzione delle corde dopo un complesso procedimento, aumentò sempre di più favorendo lo sviluppo di quest'arte che rappresentò per secoli la principale attività del borgo. 
Da ricordare è il tipico gergo utilizzato dai cordai del quale rimangono poche parole conosciute dai figli e non più tramandate.

## Infrastrutture e trasporti
Tra il 1888 e il 1954 Castelponzone era servita da una stazione della tranvia Cremona-Casalmaggiore, gestita in ultimo dalla società Tramvie Provinciali Cremonesi.